# Pterodiscus ngamicus
Pterodiscus ngamicus är en sesamväxtart som beskrevs av N. E. Brown och Otto Stapf. Pterodiscus ngamicus ingår i släktet Pterodiscus och familjen sesamväxter. Inga underarter finns listade i Catalogue of Life.

## Bildgalleri

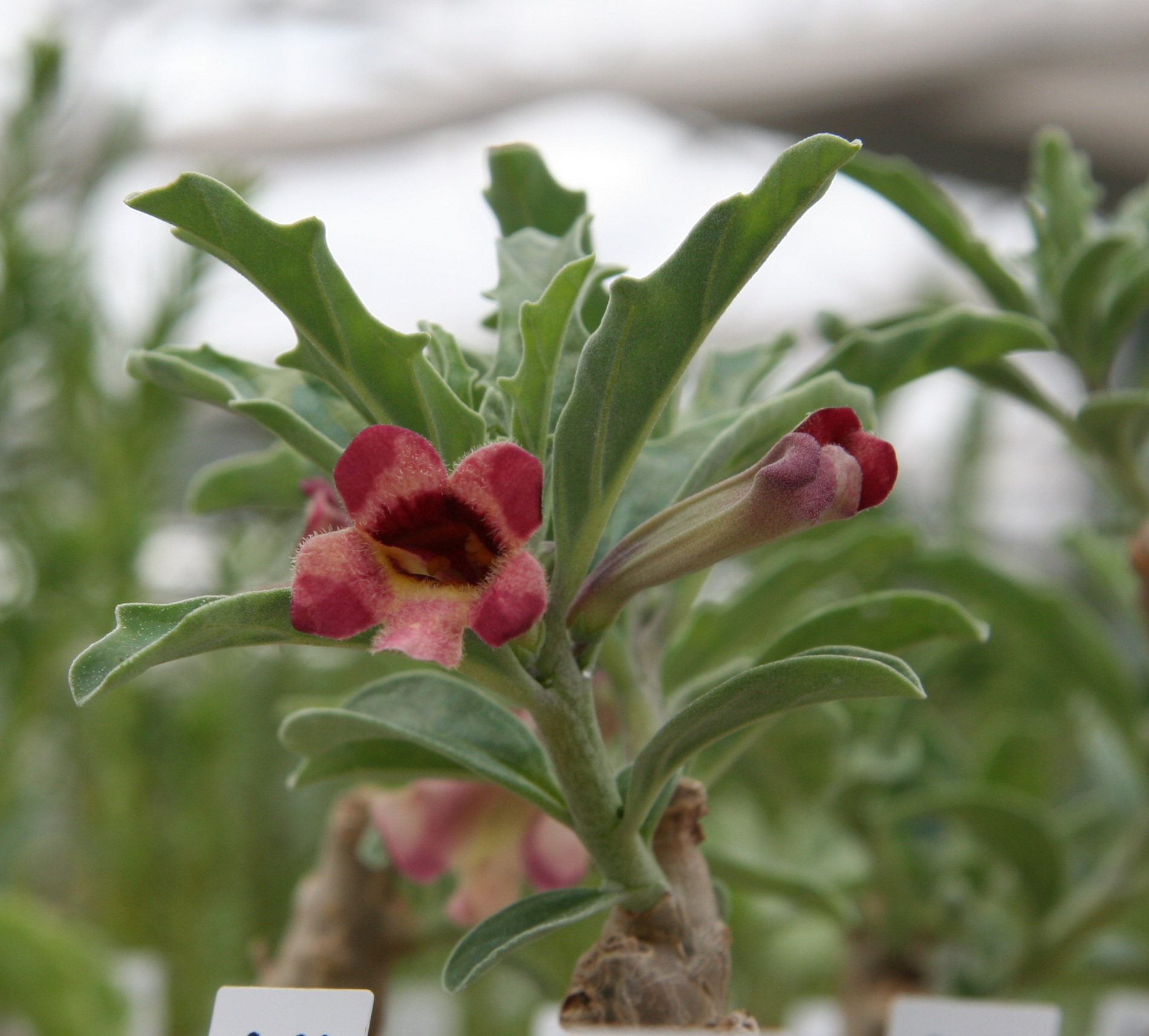